# Smardzew (powiat sieradzki)
Smardzew – wieś w Polsce położona w województwie łódzkim, w powiecie sieradzkim, w gminie Wróblew. Leży w odległości 5 km od Sieradza w kierunku Kalisza nad rzeczką Meszną (Myją).
W latach 1975–1998 miejscowość należała administracyjnie do województwa sieradzkiego.

## Część wsi
| SIMC    | Nazwa      | Rodzaj    |
| ------- | ---------- | --------- |
| 0719955 | Edmundów   | część wsi |
| 0719961 | Noski      | część wsi |
| 0719978 | Oszczywilk | część wsi |

## Historia
Edmund Stawiski z Podłężyc opisał jeszcze w XIX wieku znalezione w Smardzewie: fragment popielnicy, pacior kamienny, strzałkę krzemienną i kulkę kamienną („Notatki archeologiczne”, 1882, t. 4, s. 151-166). W 1940 Karl Nolte z Muzeum w Łodzi znalazł w Smardzewie cmentarzysko kultury przeworskiej z okresu rzymskiego. W 1980 Anna Kufel-Dzierzgowska z Muzeum Sieradzkiego znalezione tu fragmenty ceramiki zakwalifikowała jako materiały kultury łużyckiej z okresu halsztackiego. Źródła pisane wymieniają Smardzew po raz pierwszy w 1400, kiedy to wzmiankowany jest właściciel Albertus, identyfikowany z Wojciechem z Łasku i Krowicy, kasztelanem lądzkim, występującym w źródłach od 1396. Odległy rodowód tej wsi potwierdza również grodzisko stożkowate nad rzeczką, o nieustalonej chronologii ze względu na zniszczenie po 1980. Istniejący tu niegdyś dwór alkierzowy, zbudowany z drewna modrzewiowego w 1685, od XIX w. należał do rodziny Piątkowskich herbu Korab. Tutaj urodziła się i wychowała Ignacja Piątkowska. Zafascynowana urokiem folkloru okolic Sieradza, prowadziła nad nim badania i wyniki tych badań publikowała. Włączyła się do pracy w Polskim Towarzystwie Krajoznawczym. Pozostawiła po sobie kilkaset wierszy, ok. 70 opowiadań, kilkaset artykułów publicystycznych i ok. 30 utworów scenicznych. Zmarła w opuszczeniu i biedzie w Smardzewie. Pochowana została w rodzinnym grobowcu na cmentarzu we Wróblewie.